# Beatrix Eypeltauer
Beatrix Eypeltauer (10 de Julho de 1929 – 15 de Junho de 2023) foi uma advogada e política austríaca. Membro do Partido Social-Democrata, serviu no Conselho Nacional de 1975 a 1983.
Eypeltauer faleceu no dia 15 de Junho de 2023, aos 93 anos.